# 細野軍治
細野 軍治（ほその ぐんじ、1895年5月5日 - 1969年4月28日）は、日本の国際政治学者、拓殖大学教授、青山学院大学教授。法学博士。

## 人物・来歴
東京都生まれ。1915年に早稲田実業学校を卒業。その後、渡米し1921年南カリフォルニア大学卒業を経て、コロンビア大学大学院にてDoctor of Philosophyの博士号を取得した。
1926年より内務省社会局嘱託としてジュネーヴに出向し、国際労働機関帝国事務所嘱託として7年間、同地に駐在した。帰国後は拓殖大学教授として戦後も同校に勤務しつつ、1947年には日本国際連合協会創立準備委員となり、同年12月には協会発足とともに常務理事に就任した。
細野は、1951年に視察旅行の一環で来日したジョン・F・ケネディの知己を得ており、ケネディの大統領就任式にただ一人、民間の日本人として招待されている。